# 6583 Destinn
6583 Destinn este un asteroid din centura principală de asteroizi.

## Descriere
6583 Destinn este un asteroid din centura principală de asteroizi. A fost descoperit pe 21 februarie 1984 la Observatorul Kleť de Antonín Mrkos. Asteroidul prezintă o orbită caracterizată de o semiaxă mare de 2,66 ua, o excentricitate de 0,10 și o înclinație de 6,9° în raport cu ecliptica.